# Zungenmuscheln
Die Zungenmuscheln (Glossidae) sind eine sehr kleine Familie der Muscheln. Die ältesten Vertreter der Zungenmuscheln stammen aus dem Aptium (Unterkreide).

## Merkmale
Die vergleichsweise großen gleichklappigen Gehäuse sind im Gesamthabitus kugelig und im Querschnitt herzförmig. Es ist ungleichseitig, die Wirbel sitzen vor der Mittellinie (näher zum Vorderende). Die Wirbel sind stark nach vorne eingerollt und aufgebläht.
Das heterodonte Schloss weist zwei bis drei langgestreckte Kardinalzähne und einen hinteren Lateralzahn auf, gelegentlich sind auch noch rudimentäre vordere Lateralzähne vorhanden. Das Ligament befindet sich extern hinter den Wirbeln und sitzt auf Nymphen.
Die aragonitische Schale ist im Allgemeinen sehr dickwandig und stabil, kann aber auch dünnwandig sein. Die äußere Schalenschicht ist homogen oder besteht aus Kreuzlamellen, die innere Schicht ist komplex-kreuzlamellar. Die zwei Schließmuskeln sind annähernd gleich groß. Die Mantellinie ist ohne Bucht. Es sind keine Siphonen ausgebildet. Der Fuß ist beilförmig und besitzt einen Byssus.

## Geographische Verbreitung, Lebensraum und Lebensweise
Die Familie ist weltweit verbreitet. Die wenigen Arten der Familie leben flach eingegraben in schlammigen Substrat.

## Taxonomie
Das Taxon wurde 1847 von John Edward Gray aufgestellt. MolluscaBase behandelt das Taxon als gültige Familie und Überfamilie.
- Familie Zungenmuscheln (Glossidae)
  - Glossus Poli, 1795
    - Ochsenherz (Glossus humanus (Linnaeus, 1758))

  - Meiocardia H. Adams & A. Adams, 1857
  - †Miocardiopsis Glibert, 1936[4]
  - †Petalocardia Vincent, 1925
  -  ?Blagraveia Cox, 1933.
  -  ?Rakhia Eames, 1951

Die vom Treatise on Invertebrate Paleontology  mit Fragezeichen zur Familie Glossidae gestellten zwei Gattungen Blagraveia und Rakhia wurden von Eames (1951) noch in die Familie Veneridae eingereiht. Shaak (1980) folgte den Autoren des Treatise und gliederte Blagraveia unter die Glossidae ein.

## Belege